# Albert Schweitzer Stiftung für unsere Mitwelt
Die Albert Schweitzer Stiftung für unsere Mitwelt ist eine deutschlandweit tätige Tierschutzorganisation, die sich insbesondere für die Abschaffung der Massentierhaltung und die Verbreitung der veganen Lebensweise einsetzt.

## Organisation
Es handelt sich um eine rechtsfähige Stiftung des bürgerlichen Rechts, die im Jahr 2000 durch den Rechtsanwalt Wolfgang Schindler in München gegründet wurde. Rhena Schweitzer-Miller, die Tochter Albert Schweitzers, autorisierte die Benennung der Stiftung nach ihrem Vater. Die Stiftung ist gemeinnützig und finanziert sich seit dem Tod ihres Gründers im Jahr 2013 zu mehr als 99,5 % über Spenden.
Der Sitz befindet sich heute in Berlin. Von 2017 bis 2024 gab es zudem eine Tochterstiftung in Warschau, die Fundacja Alberta Schweitzera.
Das Leitungsorgan ist der Vorstand, dem Mahi Klosterhalfen, Ria Rehberg und Dr. Thorsten Dietz angehören. Das Amt der Geschäftsführung hat Mahi Klosterhalfen inne. Bis 2013 war der Philosoph Peter Sloterdijk Schirmherr.

## Leitbild und Strategie
Die Stiftung orientiert sich an der Maxime Albert Schweitzers: „Ehrfurcht vor dem Leben“. Ihr Engagement konzentriert sich auf landwirtschaftlich genutzte Tiere wie Schweine, Rinder und Hühner. Das langfristige Ziel der Stiftung ist "Eine Welt, in der kein Tier mehr für die Herstellung von Lebensmitteln leidet." Kurz- und mittelfristig setzt sie sich auch für verbesserte Haltungsbedingungen und einen verringerten Konsum von Tierprodukten ein. Ihre Arbeit gliedert sich in drei Strategiesäulen, bzw. Bereiche: Unternehmen, Recht und Politik.

## Unternehmensarbeit
Die Organisation steht im Dialog mit Unternehmen, z. B. aus der Lebensmittelwirtschaft oder dem Lebensmitteleinzelhandel, um höhere Tierschutzvorgaben zu bewirken, Tierprodukte zu reduzieren oder das vegane Angebot zu stärken. Die Stiftung führt jedoch auch öffentliche Kampagnen gegen Unternehmen, die nicht dialogbereit sind, insbesondere im Rahmen ihrer Käfigfrei- und Masthuhn-Arbeit.
Käfigfrei-Initiative
Mit der Initiative Deutschland wird käfigfrei! verfolgt die Organisation das Ziel, die Käfighaltung von Hennen in der Eierproduktion zu beenden. Dafür arbeitet sie mit verschiedenen Partnerorganisationen im Rahmen der Open Wing Alliance zusammen. Zwar ist Käfighaltung von Hennen in Deutschland ab 2025 (in Härtefällen ab 2028) verboten – in vielen anderen Ländern jedoch noch nicht. Eier aus solchen Haltungsformen gelangen in verarbeiteter Form auch in den deutschen Handel. Auf ihrer Webseite veröffentlicht die Stiftung Listen, die zeigen, welche Unternehmen auf die Verwendung von Käfigeiern verzichten und welche nicht.
Europäische Masthuhn-Initiative
Gemeinsam mit 29 Tierschutz- und Tierrechtsorganisationen der Open Wing Alliance hat die Albert Schweitzer Stiftung für unsere Mitwelt die Europäische Masthuhn-Initiative ins Leben gerufen, um die größten Missstände in der Hühnermast anzugehen. Die NGOs überzeugen Unternehmen aus der Lebensmittelbranche, einen neuen Mindeststandard für die Haltung von Hühnern in der Mast anzuwenden. Dieser liegt über den gesetzlichen Vorgaben und beinhaltet Vorgaben gegen Qualzucht, zur Ausgestaltung der Ställe und zum Ablauf der Betäubung vor der Schlachtung. Zur Europäischen Masthuhn-Initiative veröffentlicht die Stiftung ebenfalls Listen mit den beigetretenen Unternehmen auf ihrer Website. Weltweit sind bereits hunderte Unternehmen der Europäischen Masthuhn-Initiative (European Chicken Commitment) und dem Better Chicken Commitment beigetreten.
Lebensmittel-Fortschritt und Evaluationen
Mit der Webseite lebensmittel-fortschritt.de richtet sich die Stiftung direkt an Unternehmen und informiert über Entwicklungen im Tierschutz und im Bereich des veganen Angebots. Regelmäßig evaluiert sie zudem die Tierschutzstandards des Lebensmitteleinzelhandels und das vegane Angebot verschiedener Branchen, z. B. Bäckereien, Pizzaketten oder Supermärkte. Mit dem Programm Plant Potential unterstützt die Albert Schweitzer Stiftung außerdem Unternehmen der Lebensmittelbranche dabei, weniger Tierprodukte zu verbrauchen.
Initiativkreis Tierschutzstandards Aquakultur
Der Initiativkreis Tierschutzstandards Aquakultur wurde von der Stiftung ins Leben gerufen, um die Haltungsbedingungen von Fischen und anderen Wassertieren in Aquakultur zu verbessern. Im Initiativkreis arbeiten 34 Mitglieder aus Wirtschaft, Wissenschaft, Behörden und Zertifizierern an der Erhöhung von Standards in Deutschland und weltweit.

## Verbraucherarbeit
Für Verbraucher bietet die Organisation für unsere Mitwelt unter dem Namen Vegan Taste Week seit 2014 einen E-Mail-Newsletter und eine Website, die Tipps und Rezepte für eine pflanzliche Ernährung bieten. Dazu gehört auch eine Facebook-Gruppe (Vegan-Tipps für alle) mit mehreren Tausend Mitgliedern.
Insbesondere jährlich zum Weltvegantag am 1. November aber auch darüber hinaus arbeitet die Stiftung mit deutschen Studierendenwerken zusammen, um deren veganes Angebot in den Mensen zu fördern.
In rund 30 Städten gibt es regionale Aktionsgruppen von Ehrenamtlichen, die sich im Namen der Stiftung bei Infoständen, Straßenaktionen usw. engagieren.
Die Stiftung ist auch Mitgründerin und -veranstalterin des seit 2007 jährlich stattfindenden Veganen Sommerfests Berlin.
Die Selbst-Wenn-Broschüre ist die wichtigste Print-Publikation der Stiftung. Es werden darin Auswirkungen der Massentierhaltung erläutert und Hintergrundinformationen zur veganen Lebensweise geliefert. Sie wurde nach Angaben der Stiftung bisher zwei Millionen Mal gedruckt (Stand: Frühjahr 2017).

## Recht und Politik
Die Organisation führt und unterstützt Klagen, die zentrale Tierschutzfragen verhandeln, z. B. in Bezug auf die Haltungsbedingungen von Puten, das Filmen in Ställen oder das Kükentöten. Zudem setzt sie sich für das Verbandsklagerecht für Tierschutzorganisationen ein.
Politisch ist die Stiftung im von ihr mitbegründeten Bündnis für Tierschutzpolitik aktiv und meldet sich zu aktuellen Themen zu Wort, z. B. zu Kastenständen oder Tiertransporten.

## Sonstige Aktivitäten
Seit dessen Gründung ist die Organisation im Förderkreis Biozyklisch-Veganer Anbau aktiv.
Die Stiftung ist Mitglied der Initiative Transparente Zivilgesellschaft und fertigt ihre Jahresberichte seit 2012 nach den Vorgaben des Social Reporting Standards an.
Im Januar 2017 hat die Stiftung eine Studie zur ernährungsphysiologischen Bewertung von Fleisch- und Wurstalternativen veröffentlicht. Durchgeführt wurde die Untersuchung durch das Institut für alternative und nachhaltige Ernährung (IFANE).

## Erfolge und Auszeichnungen
Zu ihren Erfolgen zählt die Stiftung u. a. die Durchsetzung des Verbots von herkömmlichen Legebatterien vor dem Bundesverfassungsgericht durch Wolfgang Schindler, den Stopp des Handels mit Stopfleber und Hummern, die Verbesserung der Lebensbedingungen von Legehennenküken, um Federpicken zu verhindern und dass zahlreiche Unternehmen ihre Tierschutzstandards für Masthühner angehoben oder die Nutzung von Eiern aus Käfighaltung beendet haben.